# 11763 Deslandres
A 11763 Deslandres (ideiglenes jelöléssel 6303 P-L) a Naprendszer kisbolygóövében található aszteroida. Cornelis Johannes van Houten,  Ingrid van Houten-Groeneveld és Tom Gehrels fedezte fel 1960. szeptember 24-én.